# Singhiella elaeagni
Singhiella elaeagni là một loài côn trùng cánh nửa trong họ Aleyrodidae, phân họ Aleyrodinae.
Singhiella elaeagni được Takahashi miêu tả khoa học đầu tiên năm 1935.